# 阿拉加措特恩州
阿拉加措特恩州（發音：[ɑɾɑɡɑˈt͡sɔtən] ⓘ）是亞美尼亞西部的一个州，與首都葉里溫、州、科泰克州、洛里州、希拉克州等州份及、土耳其相鄰，州府為阿什塔拉克。该州面积为2,756平方公里，2019年人口数量约为125,400人。

## 地理
阿拉加措特恩州位于亚美尼亚西北部，面积为2,756平方公里（占亚美尼亚总面积的9.3％）。
该州北部緊鄰阿拉加茨山，东北部和东部的中心地区则主要由潘巴克山脈阻隔。東部的阿茲達哈克山位處該州邊界。南部及东南部為廣袤的亞拉拉特平原。
阿拉加茨山（4090米）是該州和亚美尼亚共和国的最高峰。
在历史上，全州现在的领土主要是亞美尼亞王國阿亚拉特省轄下的同名州份以及現今希拉克州的部分地区。
全州海拔950〜4090米。由于海拔高度的差异，当地气候情况比较多样化。在低海拔地区，年降水量范围约为400毫米（16英寸）；山区则约为1,000毫米（39英寸）。

## 人口
根据2011年的官方普查，阿拉喀特南人口达132,925人（男性66,788人，女性66,187人），占亚美尼亚总人口的4.4％。城镇人口31,376人（23.6％），农村人口101,549人（76.4％）。該州擁有全國最高的农村人口比例。
全州共有3个城市和111个鄉村。
首府兼最大城市阿什塔拉克，人口为19,615人。
而最大鄉鎮阿帕蘭和塔林的人口分别为6,451人和5,310人。

## 行政区划
该州下分为8个市镇：
| 市鎮             | 亞美尼亞語         | 面積 (km2) | 人口   | 行政中心     |
| ---------------- | ------------------ | ---------- | ------ | ------------ |
| 阿什塔拉克市鎮   | Աշտարակ համայնք    | 656.98     | 25,107 | 阿什塔拉克   |
| 阿帕蘭市鎮       | Ապարան համայնք     | 612.89     | 25,172 | 阿帕蘭       |
| 阿拉吉亞茲市鎮   | Ալագյազ համայնք    | 133.41     | 4,896  | 阿拉吉亞茲   |
| 察格卡霍維特市鎮 | Ծաղկահովիտ համայնք | 17.14      | 2,163  | 察格卡霍維特 |
| 塔林市镇         | Թալին համայնք      | 948.75     | 38,060 | 塔林         |
| 阿雷武特市鎮     | Արևուտ համայնք     | 144.35     | 631    | 阿雷武特     |
| 沙米拉姆市鎮     | Շամիրամ համայնք    | 9.15       | 1,500  | 沙米拉姆     |
| 梅察佐爾市鎮     | Մեծաձոր համայնք    | 23.61      | 305    | 梅察佐爾     |

## 文化旅游

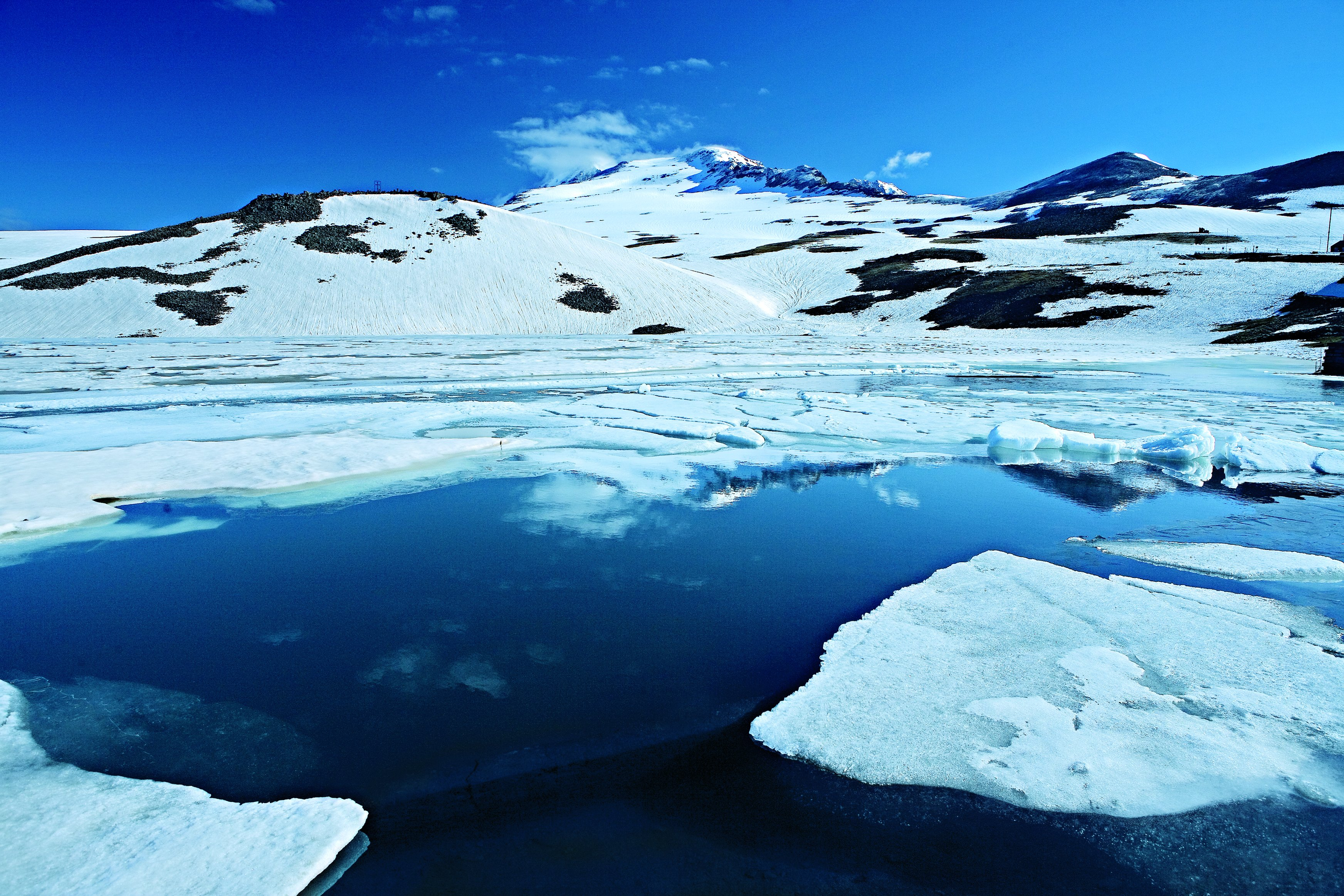
阿拉加茨山上的卡里湖

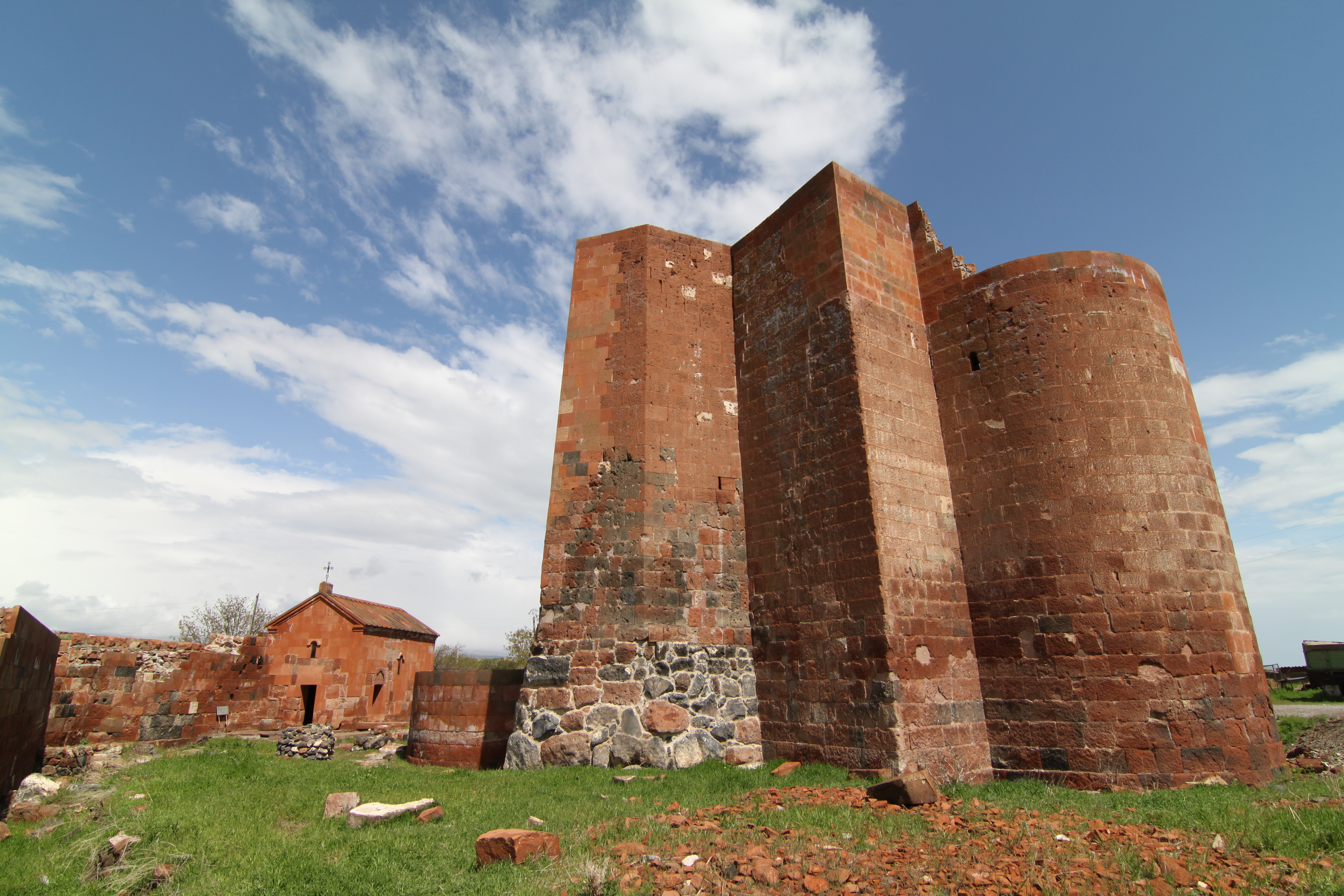
9世纪建成的Dashtadem_Fortress

阿拉加措特恩州是生态旅游和极端旅游爱好者的熱門旅遊景點之一。
阿拉加茨山是亚美尼亚最高的山峰，它由4个山峰组成：北部（4090米），西部（4080米），东部（3916米）和南部（3879米）的高峰。每年均吸引無數徒步旅行者和探险家造访。
保存完好的古代修道院和中世纪堡垒也是该州的主要景点。布拉堪、阿格茲克和阿什塔拉克都有酒店供旅客留宿，其中的布拉堪还是布拉堪天文台的所在地。阿拉加茨山和卡里湖是该州的旅遊景點之一。该地区被政府划为阿拉加茨高山保護區。阿帕蘭战役纪念馆和附近的亚美尼亚字母公园也是該州最受欢迎的景点之一。
亚美尼亚字母公园位于阿拉加措特恩州。
1948年，小说家Perch Proshyan的故居博物馆在阿什塔拉克成立，它现已成为该州最重要的文化中心之一。
此外，当地还坐落着Ushiberd的堡垒（铁器时代）、Amberd的堡垒（7世纪）和达什塔德堡垒（9世纪）3座堡垒以及Verin Naver考古遗址（公元前14世纪至24世纪）。自2012年起，阿什塔拉克核桃节会在每年的10月份于州府阿什塔拉克举行，人们借此机会来推广著名的阿什塔拉克核桃。

## 交通
该州通过阿什塔拉克高速公路与首都埃里温相连。

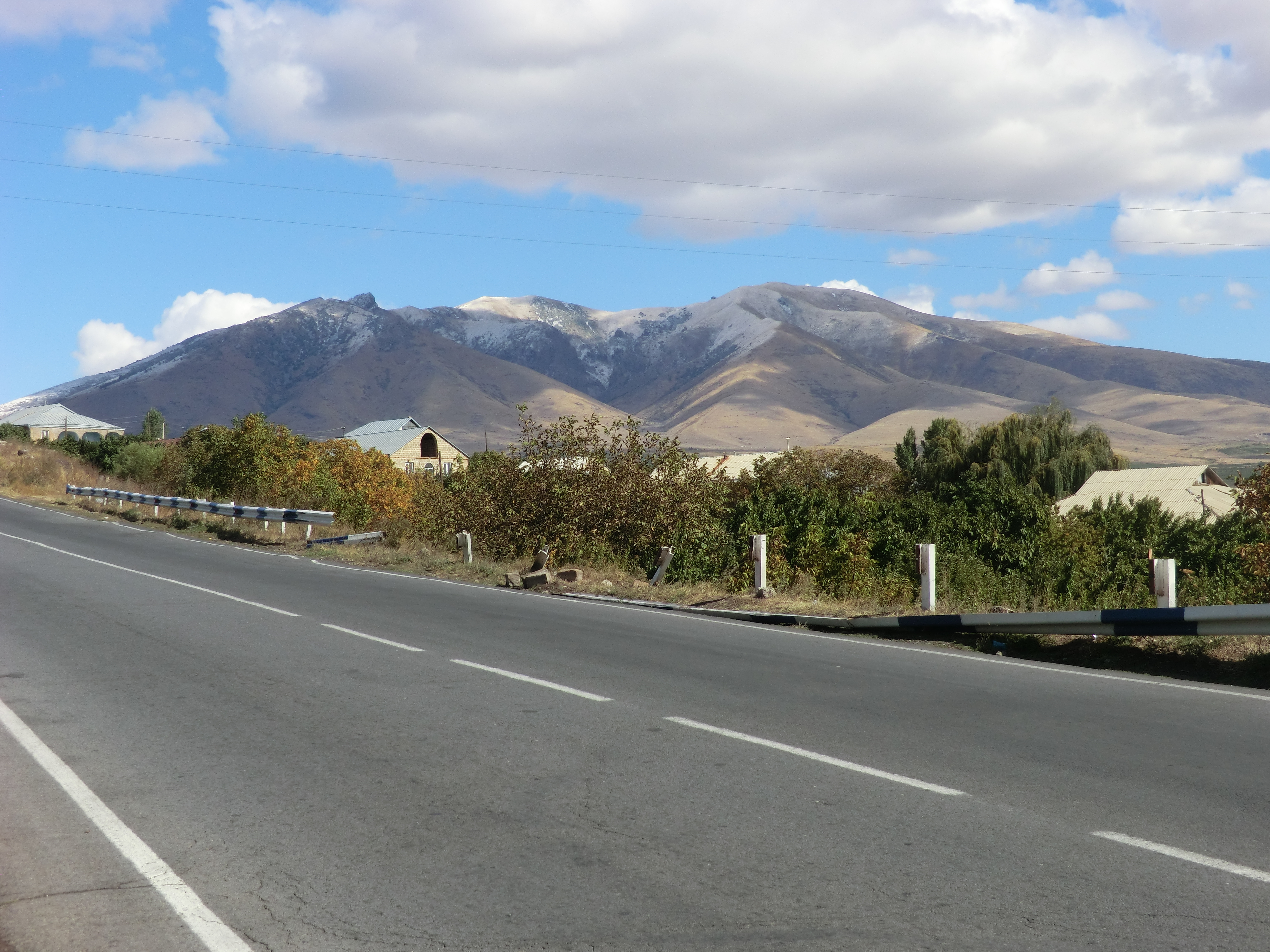
通往奥哈纳万的公路

M-1高速公路将阿拉加措特恩州与亚美尼亚西北部的Gyumri等地连接起来；M-3高速公路则将该州与亚美尼亚东北部乃至格鲁吉亚边界连接了起来。

## 教育
截至2015-16年度，该州共有123所学校，119所由州行政机构管理，其中4所由教育和科学部直接管辖。截至2015年底，全州学校学生人数为17,010人。该州的城市居民点还设有文化宫和许多公共图书馆。
此外，州内还有一所特殊需求学校。州府阿什塔拉克坐落着两座主要研究机构：Mikael Ter-Mikaelian物理研究所和放射物理与电子学研究所。

## 著名人物
- 加萨·帕尔皮齐（英语：Ghazar_Parpetsi）（约442年至6世纪初）：5至6世纪的亚美尼亚记者和历史学家
- Gevorg I of Byurakan（？-795）：所有亚美尼亚人的卡托利科斯
- 不賽因（1305-1335）：伊兒汗國的第九代统治者
- 阿什塔拉克·内西斯·V（英语：Nerses_V）（1770-1857）：所有亚美尼亚人的卡托利科斯
- 佩尔奇·普罗希恩（英语：Perch_Proshyan）（1837-1907）：亚美尼亚作家
- Smbat Shahaziz（英语：Smbat_Shahaziz）（1840-1908）：亚美尼亚诗人
- Norair Sisakian（英语：Norair_Sisakian）（1907-1966）：苏联亚美尼亚生物化学家
- 格沃尔格·埃米（英语：Gevorg_Emin）（1918-1998）：亚美尼亚诗人
- 埃米尔·加布里埃利安（英语：Emil_Gabrielian）（1931-2010）：亚美尼亚物理学家
- 瓦德斯·彼得罗斯扬（英语：Vardges_Petrosyan）（1932-1994）：亚美尼亚作家

## 图片集

阿拉加措特恩州
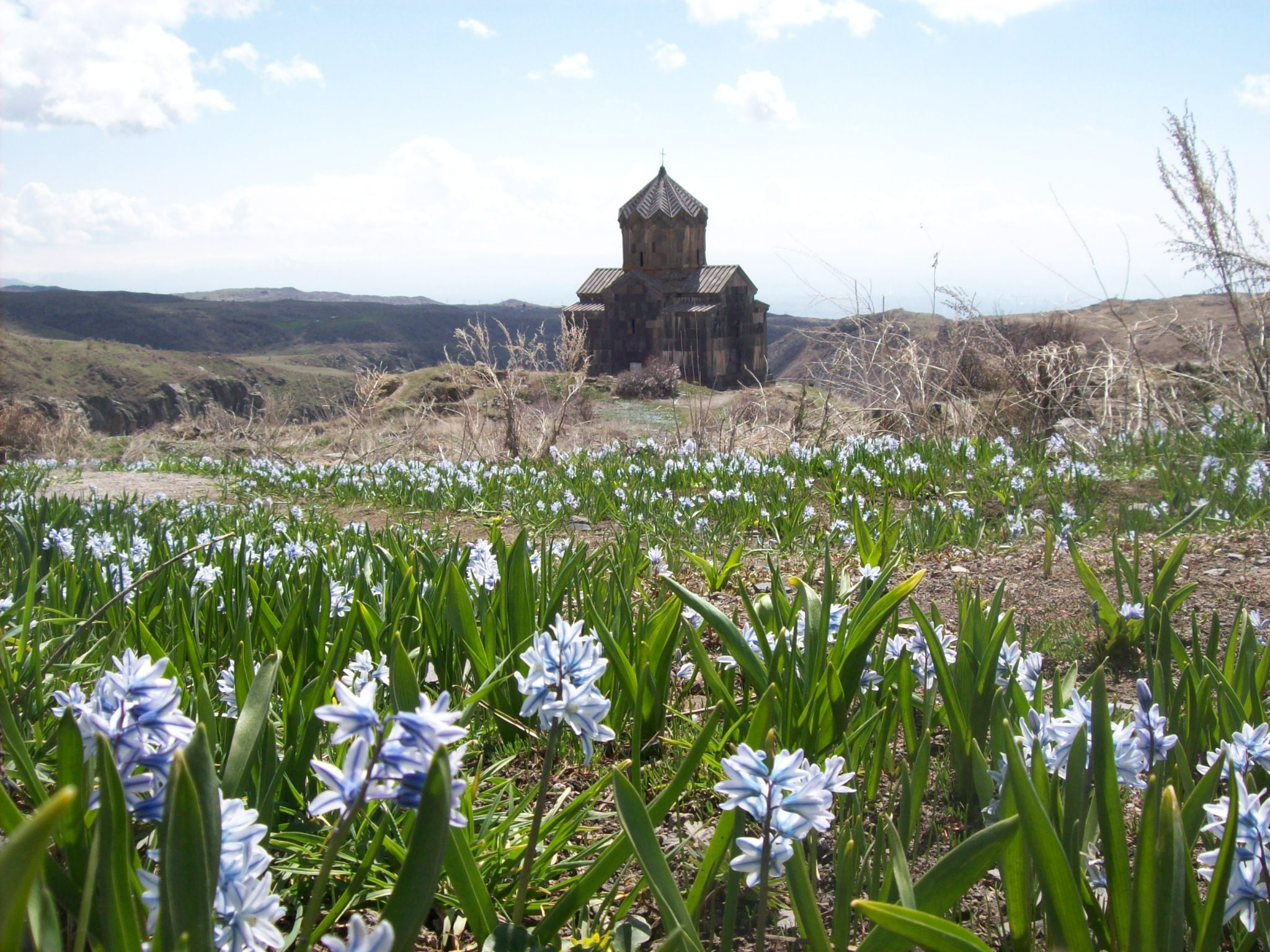
Vahramashen Surp Astvatsatsin教堂（英语：Vahramashen Church）（1026年）
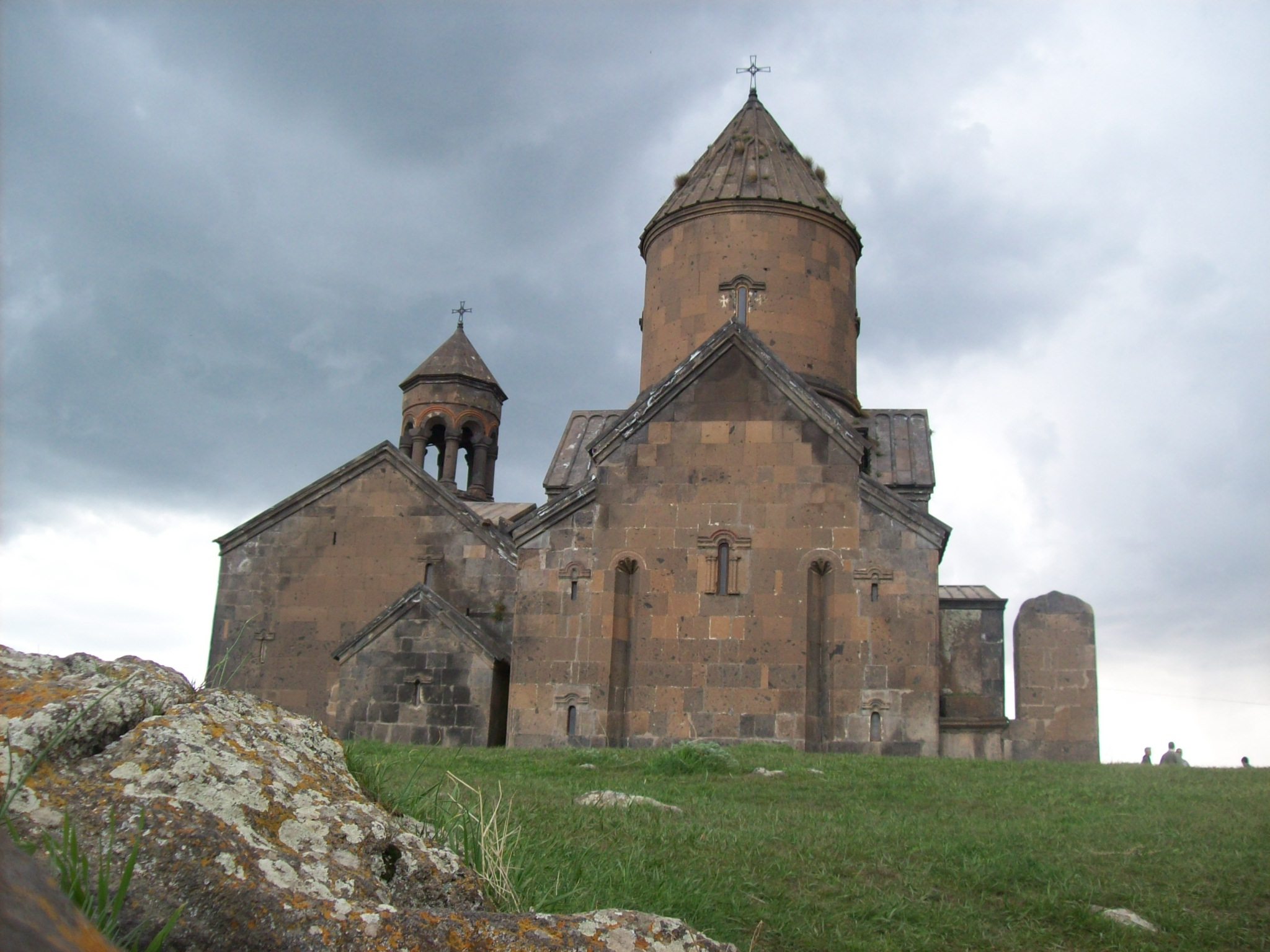
Saghmosavank修道院（英语：Saghmosavank Monastery）（13世纪）
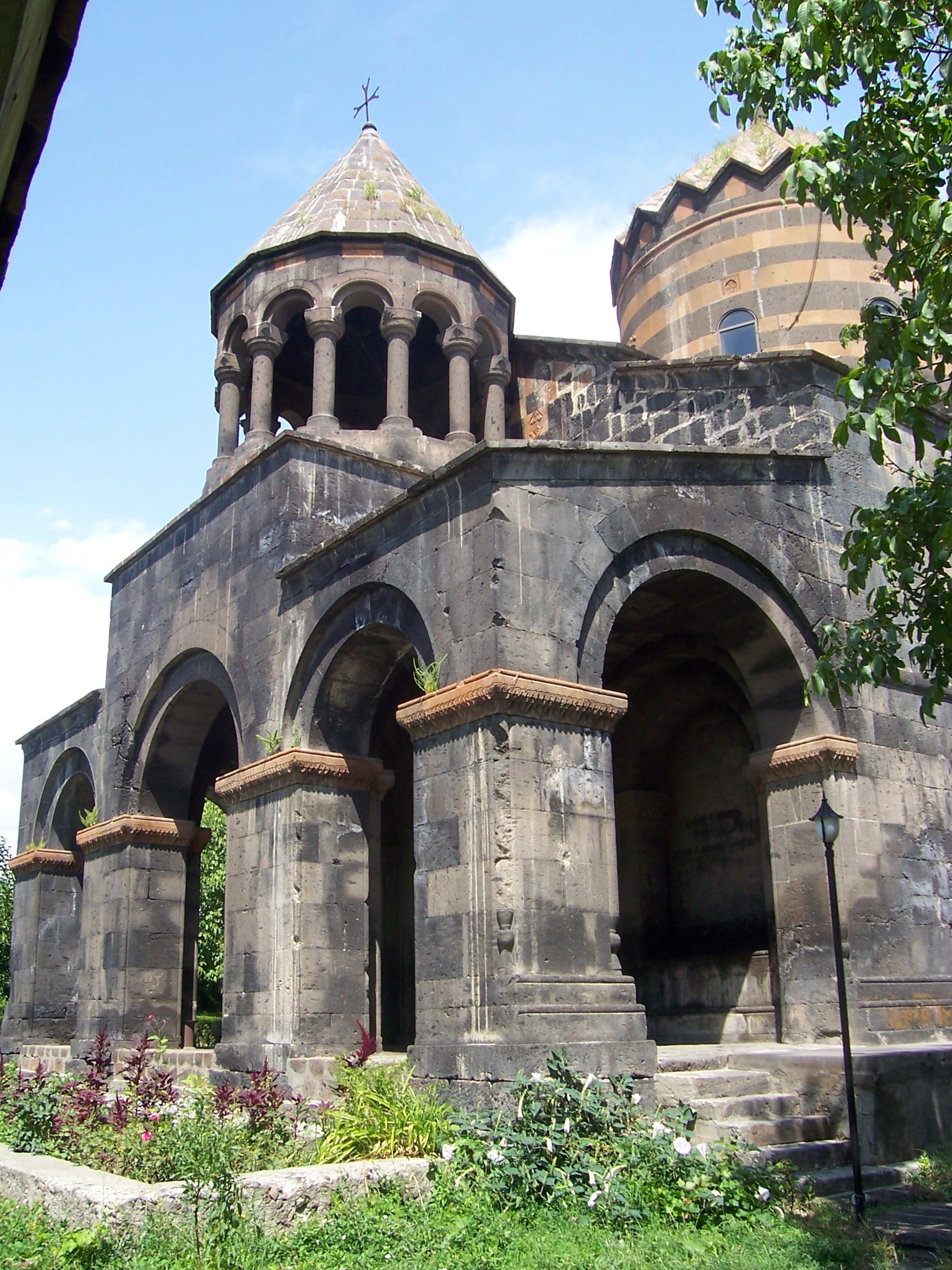
圣格沃夫修道院（英语：Saint Gevorg Monastery of Mughni）（14世纪）
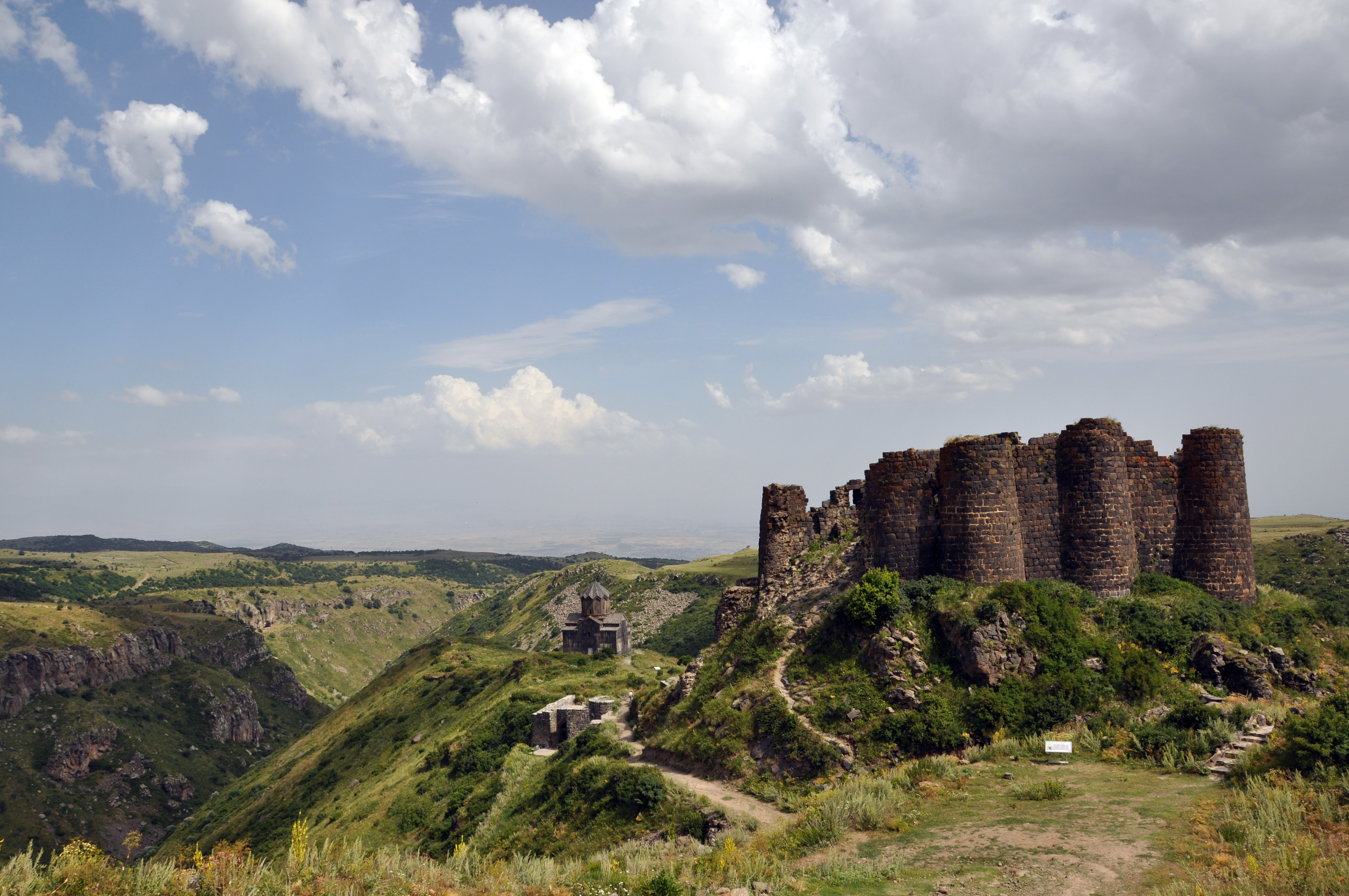
安博德（英语：Amberd）森林和Vahramashen教堂（英语：Vahramashen Church）
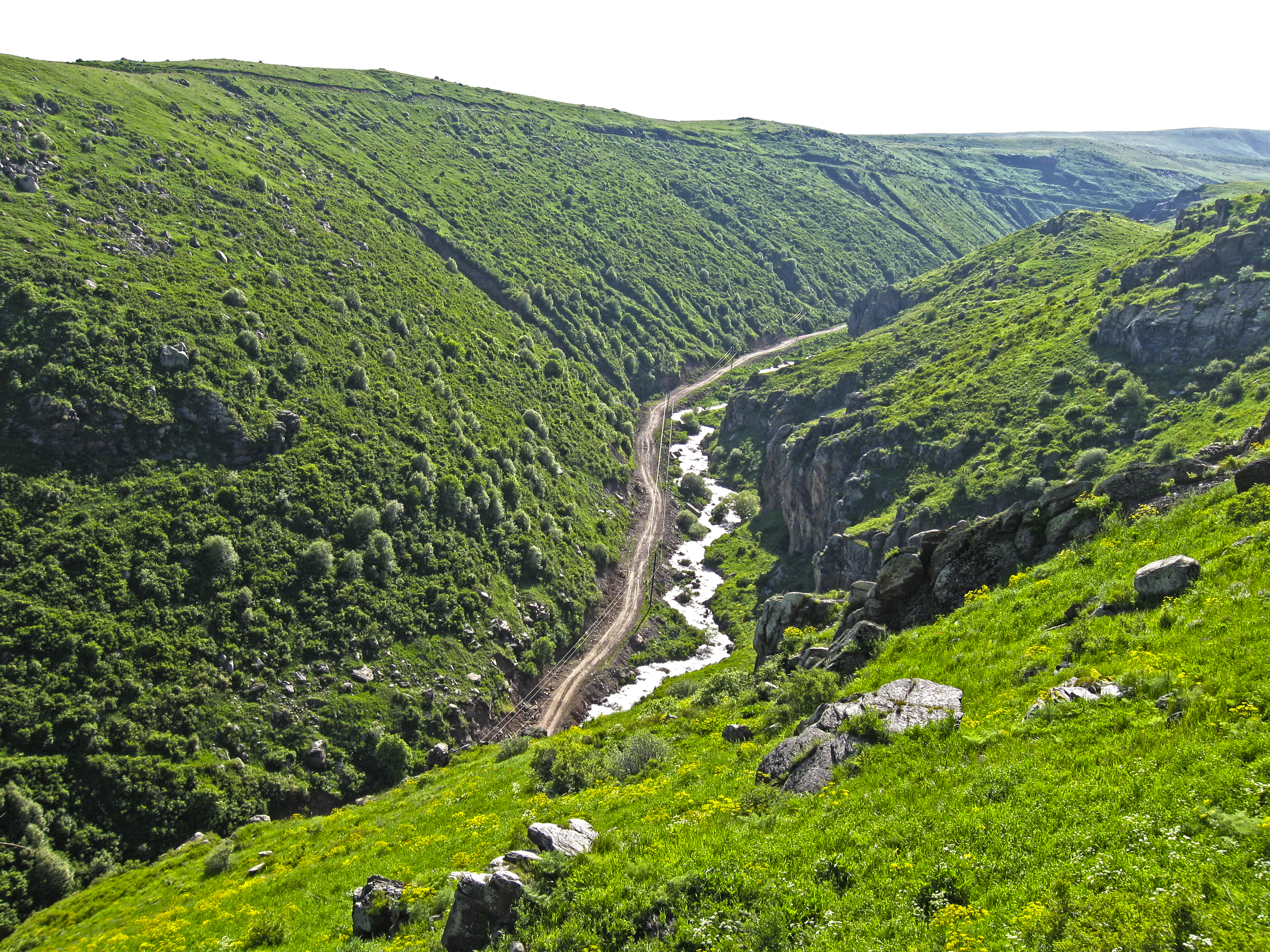
安伯河流域